# Себер, Всеволод Иванович
Всеволод Иванович Себер (23 февраля 1906 года, с. Поволжанцы, Землянский уезд, Воронежская губерния — 19 марта 1965 года, Москва) — советский военный деятель, генерал-майор (20 апреля 1945 года).

## Начальная биография
Всеволод Иванович Себер родился 23 февраля 1906 года в селе Поволжанцы Землянского уезда Воронежской губернии.
С 1921 года учился в Псковском землеутроительном техникуме.

## Военная служба

### Довоенное время
В сентябре 1923 года призван в ряды РККА и направлен на учёбу в Ленинградскую пехотную школу имени С. М. Кирова, после окончания которой в сентябре 1926 года направлен в 169-й стрелковый полк (57-я стрелковая дивизия), дислоцированный в Перми, в составе которого служил на должностях командира стрелкового взвода и взвода полковой школы, командира пулемётной роты, начальника штаба и командира стрелкового батальона. Весной 1932 года полк был передислоцирован на Дальний Восток, где включён в состав Забайкальской группы войск ОКДВА.
В мае 1936 года направлен на учёбу в Военную академию имени М. В. Фрунзе, после окончания которой в мае 1939 года направлен в 101-ю стрелковую дивизию (2-я Краснознамённая армия, Дальневосточный фронт), где назначен помощником командира дивизии, а в мае 1940 года — начальником штаба этой же дивизии.

### Великая Отечественная война
С началом войны находился на прежней должности.
Весной 1943 года полковник В. И. Себер направлен на Западный фронт с целью изучения боевого опыта и после возвращения в июне того же года назначен командиром 105-й стрелковой дивизии (25-я армия, Приморская группа войск Дальневосточного фронта), выполнявшей задачи по охране советской государственной границы в Приморье.
К 8 августа 1945 года 105-я стрелковая дивизия в составе 1-го Дальневосточного фронта была передислоцирована в район Алексее-Никольск, Богатырка и Улитиха с целью прикрыть подступы к городу Ворошилов и прикрыть фланг 25-й армии, откуда в период с 14 по 18 августа совершила 140-километровый марш в район Санчагоу, Дунин, Ляохейшань и Шитоузенцзы, а в период с 18 по 28 августа — 72-километровый марш в район Ванцин. Во время войны частями дивизии было взято в плен 4925 солдат и офицеров противника, 22 лёгких и 9 тяжёлых пулемётов и 220 лошадей.

### Послевоенная карьера
После окончания войны находился на прежней должности.
В марте 1946 года направлен на учёбу в Высшую военную академию имени К. Е. Ворошилова, после окончания которой в марте 1948 года назначен на должность заместителя начальника Оперативного управления штаба Туркестанского военного округа, а в декабре 1950 года — на должность начальника оперативного управления — заместителя начальника штаба этого же округа.
29 декабря 1954 года генерал-майор В. И. Себер направлен в спецкомандировку в КНР, где служил старшим военным советником начальника оперативного управления Генштаба НОАК.
23 октября 1957 года вернулся в СССР, после чего состоял в распоряжении главкома Сухопутных войск и в июле 1958 года назначен на должность заместителя начальника юго-западного направления штаба Объединённых вооружённых сил государств — участников Варшавского Договора и 10-го управления Генштаба, а в сентябре 1959 года — на должность старшего преподавателя кафедры оперативного искусства Военной академии Генерального штаба.
Генерал-майор Всеволод Иванович Себер 4 апреля 1962 года вышел в отставку по болезни. Умер 19 марта 1965 года в Москве. Похоронен на Востряковском кладбище.

## Награды
- Орден Ленина (20.06.1949);
- Два ордена Красного Знамени (03.11.1944, 03.11.1953);
- Орден Отечественной войны I степени (09.09.1945);
- Медали.